# Ceiba chodatii
Ceiba chodatii är en malvaväxtart som först beskrevs av Emil Hassler, och fick sitt nu gällande namn av P. Ravenna. Ceiba chodatii ingår i släktet Ceiba och familjen malvaväxter. Inga underarter finns listade i Catalogue of Life.

## Bildgalleri

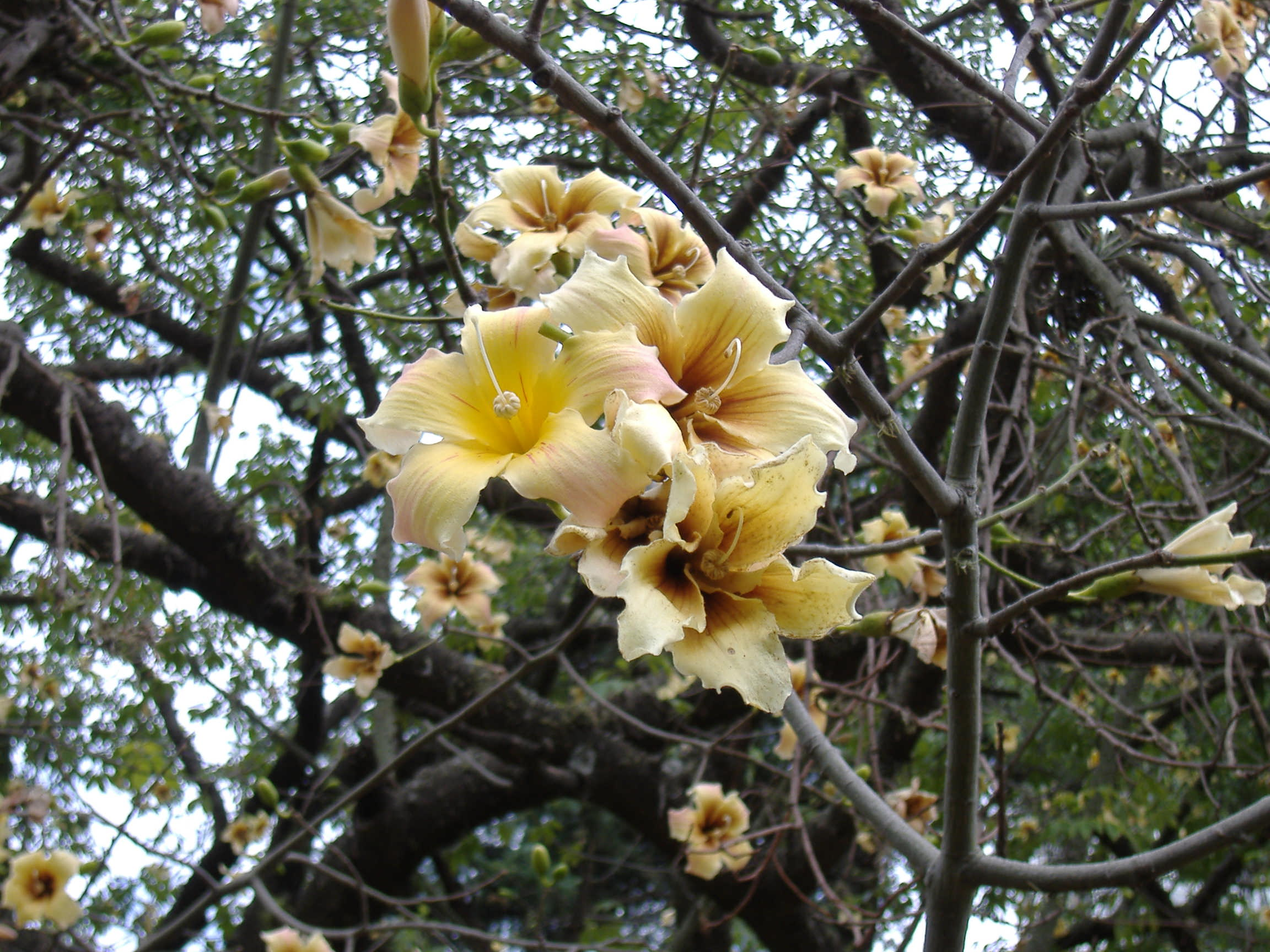